# Église Saint-Bernard de la Chapelle
L’église Saint-Bernard de la Chapelle est une église catholique du XIXe siècle située dans le 18e arrondissement de Paris dans le quartier de la Goutte-d'Or. Elle est consacrée à Bernard de Clairvaux.
La construction de l'église débute en 1858 sur le territoire de la commune de La Chapelle, qui sera rattachée à Paris en 1860. L'église est consacrée en 1861.
L'église en totalité (incluant la grille de pourtour et les emmarchements du parvis ainsi que le sol de la parcelle) est inscrite au titre des monuments historiques le 26 novembre 2012, puis classée le 18 juin 2015.

## Histoire

### Construction
Dans la première partie du XIXe siècle, le hameau de la Goutte d'or, situé dans la commune de La Chapelle, se développe et devient un véritable quartier urbain. Il est décidé de construire une deuxième église en complément de l'église Saint-Denys de la Chapelle située au cœur du bourg de La Chapelle.
Un premier projet prévoit la construction de l'église sur un terrain compris entre la tranchée de la Compagnie des chemins de fer du Nord et la grande rue de La Chapelle (actuelle rue Marx-Dormoy) dans l'axe de la rue du Département (à l'emplacement de l'actuel passage Ruelle).
L'église est finalement édifiée de l'autre côté des voies ferrées de la gare du Nord de 1858 à 1861 par l'architecte Auguste-Joseph Magne, sous la direction du préfet Haussmann. Dans les années 1890, l'actuelle rue Jean-François-Lépine est percée dans l'axe de la nouvelle église.

Vue par Charles Marville vers 1862-1870
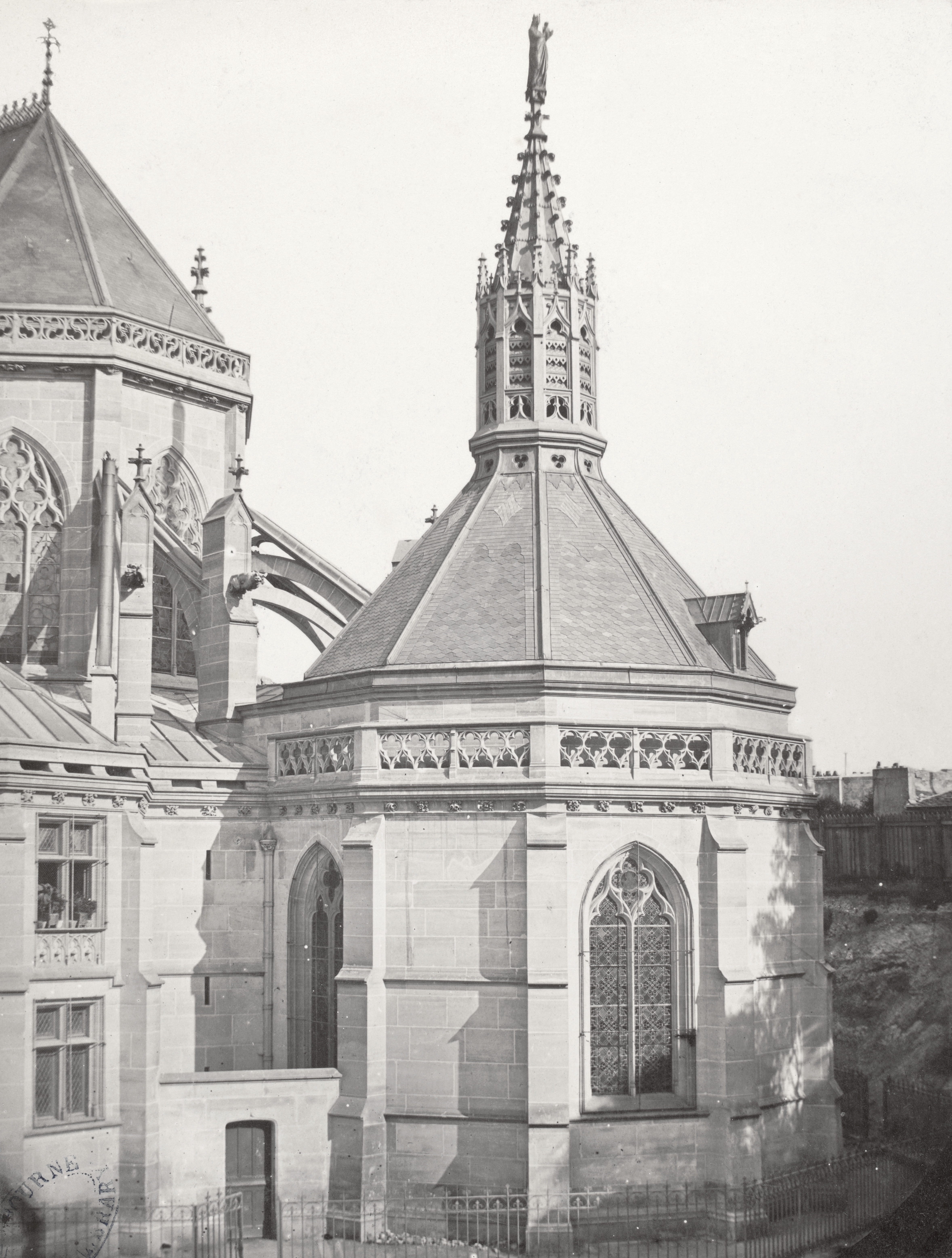
Le chevet.
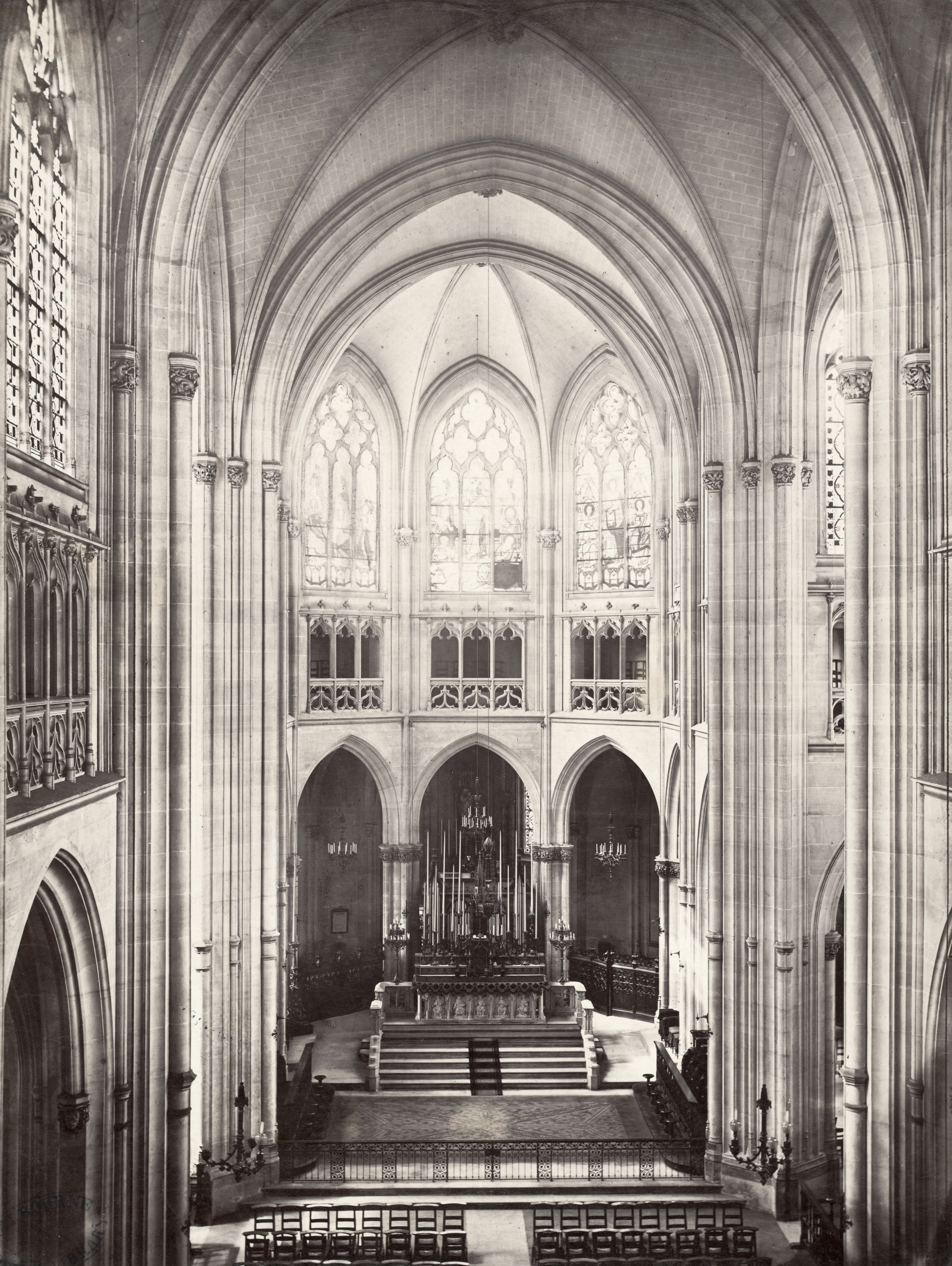
Le chœur.

### La Commune
Pendant la Commune de Paris de 1871, Louise Michel, grande figure de cette révolution, anime dans cette église le club de la Révolution, lieu privilégié de l’expression populaire comme bon nombre de ces clubs dont elle préside souvent les séances. Elle préconise alors un enseignement vivant, des écoles professionnelles et des orphelinats laïques.

### L’occupation de l’église en 1996
Le 28 juin 1996, trois cents étrangers, en majorité des Maliens et des Sénégalais en situation irrégulière, commencent l'occupation de l'église pour demander leur régularisation, le tout nouveau gouvernement de Jacques Chirac ayant fait des propositions de régularisation jugées décevantes (carte de séjour d'un an renouvelable pour quarante-huit personnes). Ils ont d'abord occupé l'église Saint-Ambroise de Paris le 18 mars 1996, mais en application de la loi Pasqua s'en sont fait expulser dans l'indifférence après une visite du cardinal Lustiger, qui a autorisé le curé à donner les clefs à la police.
Ils ont ensuite occupé le gymnase Japy le 22 mars, dont ils se sont fait expulser par la police deux jours plus tard, avant d'être accueillis dans les locaux de différentes associations et syndicats. Ensuite, après avoir été hébergés à la Cartoucherie de Vincennes depuis le 29 mars, ils ont ensuite occupé des entrepôts désaffectés de la SNCF, rue Pajol, le 10 avril. Autour de leur action se crée une forte médiatisation et est mis en place un collège de médiateurs. L'expression « sans-papiers » connaît une large diffusion auprès du grand public à la suite de ces occupations. Ils arrivent à l'église le 28 juin 1996, vers 17 heures et sont autorisés à y demeurer par le curé Henri Coindé.
Le 23 août 1996 à 7 h 30, à la suite d'un arrêté d'expulsion (visant l'occupation de l'église) pris d'urgence, sans que l'expulsion soit confirmée par un juge, 525 gendarmes mobiles protégés par 500 policiers des commissariats environnants et 480 CRS, sont déployés pour ouvrir à coups de bélier et de merlin la porte de l'église et évacuer les occupants. Au total, l'évacuation de l'église se solde par 220 interpellations, dont 210 sans-papiers (98 hommes, 54 femmes et 68 enfants) qui sont placés dans le centre de rétention de Vincennes. Bien que tous soient en principe menacés d'arrêté de reconduite à la frontière, seules huit personnes le seront effectivement. Certaines personnes disent que les modalités de cette expulsion sont incompatibles avec une déclaration de Jean-Louis Debré, ministre de l'Intérieur ayant ordonné l'expulsion, selon laquelle il agirait « avec humanité et cœur ». Ce jour est devenu une date importante dans le mouvement des étrangers en situation irrégulière en France.
L'épisode a un écho international. En France, des manifestations rassemblent des dizaines de milliers de personnes contre la politique du gouvernement d'Alain Juppé. S'engage alors un processus de régularisation au cas par cas. Quelques étrangers en situation irrégulière sont expulsés, mais beaucoup restent, ayant des enfants nés en France, étant mariés, ou travaillant depuis longtemps en France.
En novembre 1997, la Cour de cassation rend un arrêt concernant l'évacuation de Saint-Bernard, jugeant que l'interpellation des personnes sur les lieux et par la suite expulsées était régulière, le fait de manifester publiquement son statut d'étranger autorisant celle-ci au visa de l’article 8 de l'ordonnance du 2 novembre 1945,.
L'occupation par des étrangers en situation irrégulière de l’église Saint-Bernard et de la Cartoucherie de Vincennes inspira plusieurs œuvres, parmi lesquelles la pièce de théâtre Et soudain, des nuits d'éveil,, ou encore le roman Les Portes, de Gauz.

### Les missionnaires scalabriniens
La paroisse est aujourd'hui l'une des deux paroisses à Paris, avec celle de Saint-Pierre de Chaillot, qui est placée sous la responsabilité de missionnaires scalabriniens, depuis 2008. Il s'agit d'une congrégation cléricale créée en Italie à la fin du XIXe siècle, dont la mission est d'accompagner les migrants.

## Description

### Extérieur
L’église Saint-Bernard de la Chapelle est située au 11, rue Affre et l'entrée se fait actuellement rue Saint-Bruno. Elle est bâtie dans le style néogothique avec une façade initialement plate mais qui fut complétée par un porche offert par la municipalité de Paris lors de l’intégration de la commune de la Chapelle à la capitale. Cette façade présente donc un porche, de style flamboyant, rehaussé d’arcs en accolade et épaulée par des arcs-boutants. Un clocher avec une flèche de 60 mètres domine l’église.

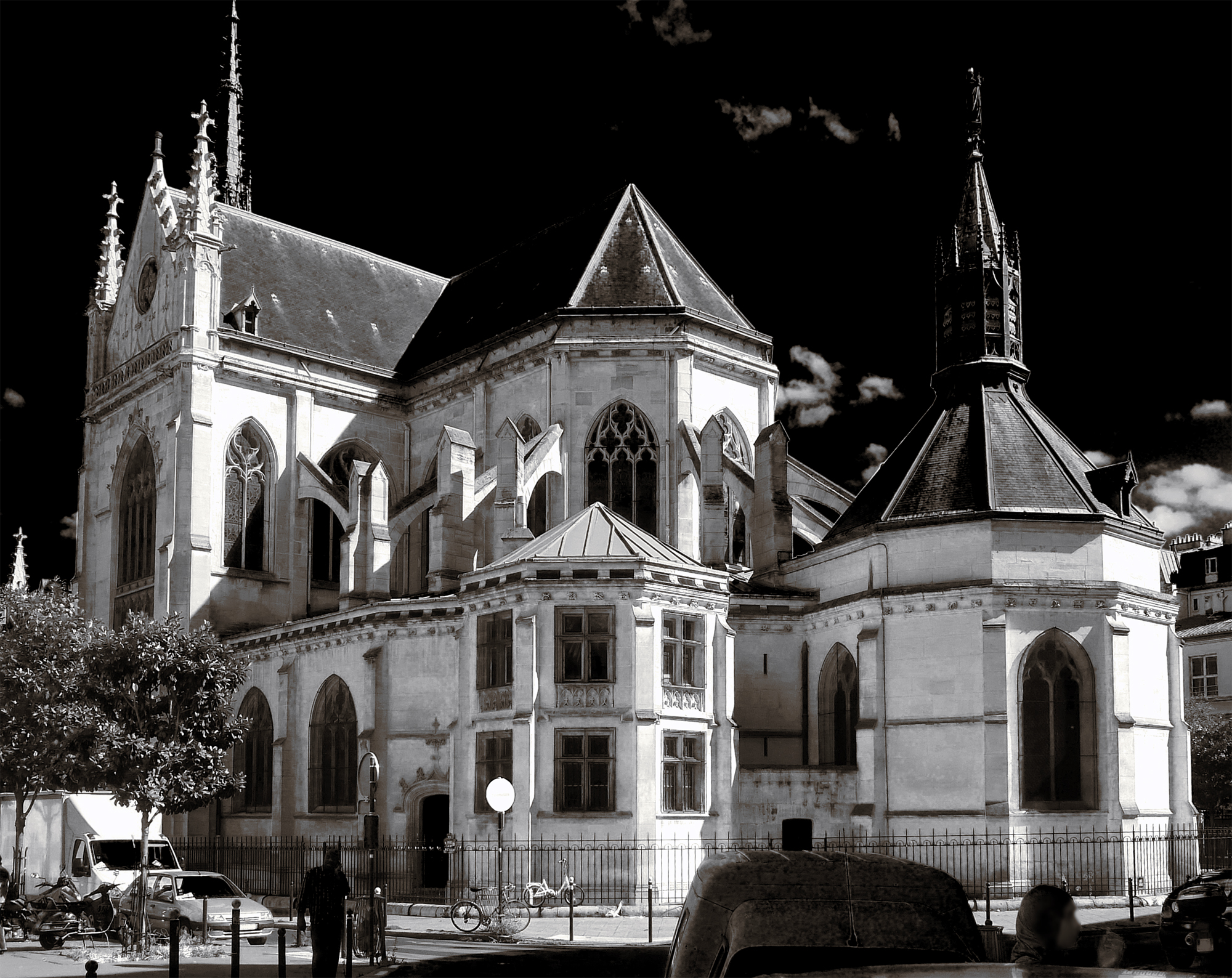
Chevet depuis l'angle des rues Saint-Luc et Saint-Mathieu.
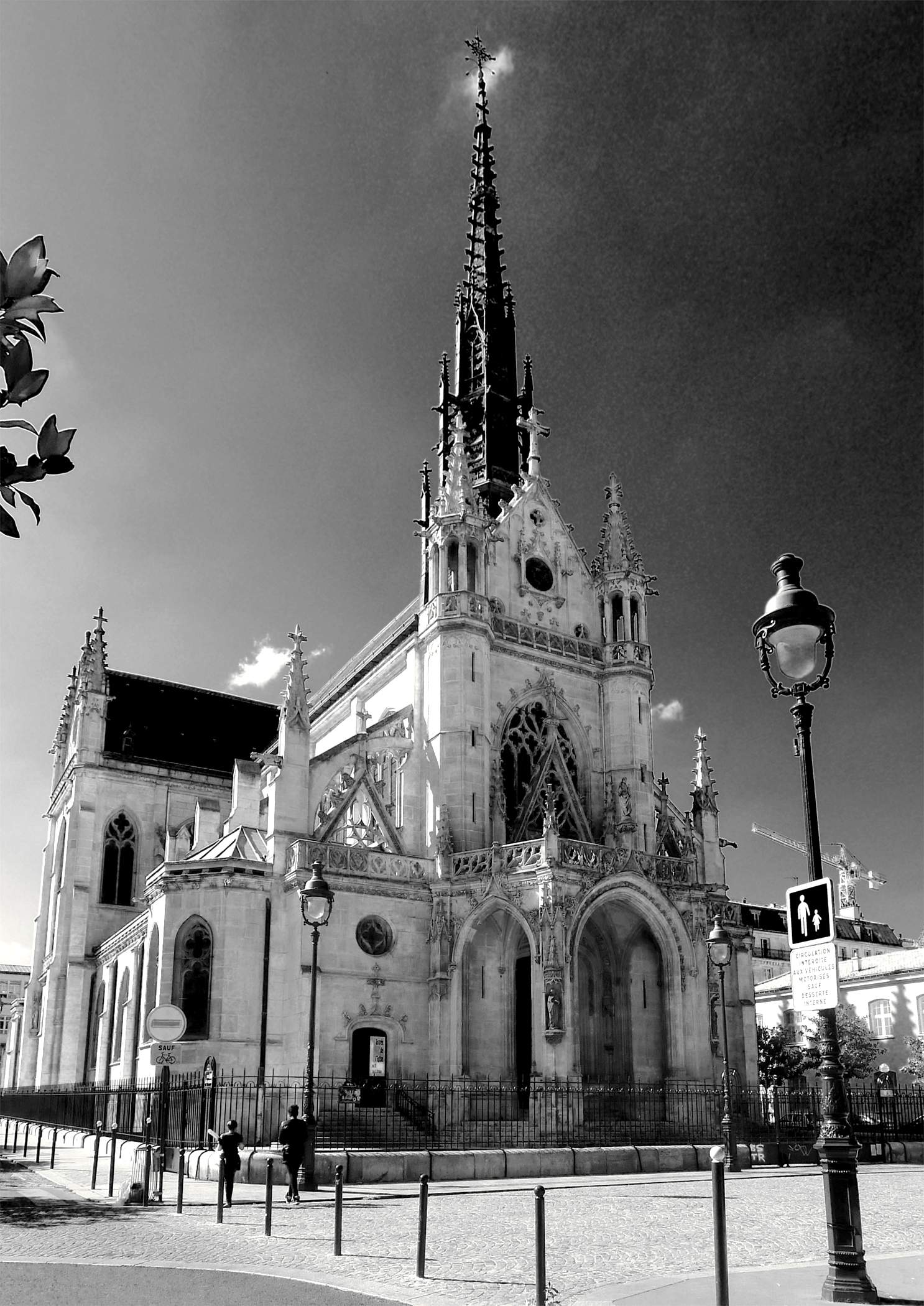
Façade principale, rue Affre.
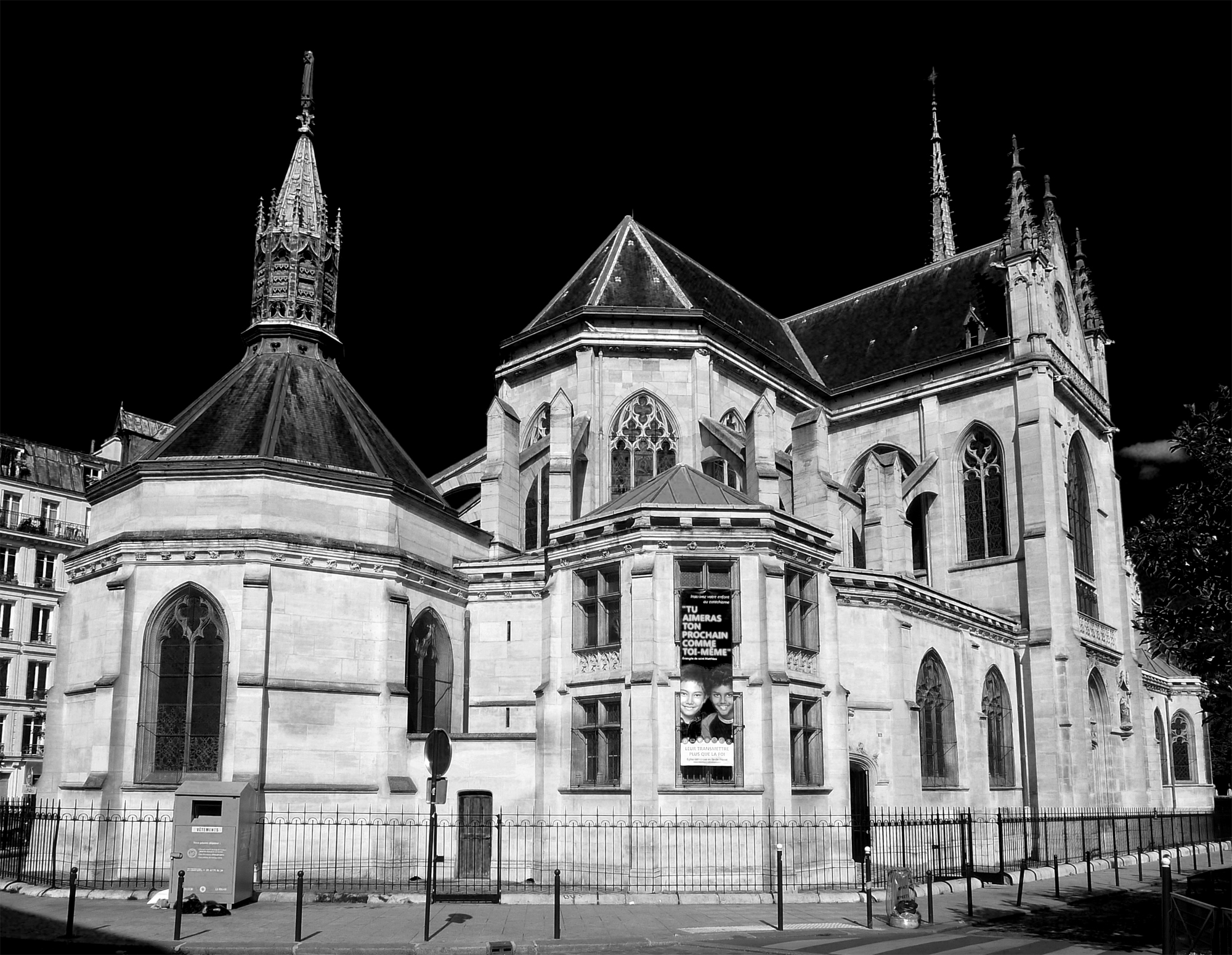
Chevet, depuis l'angle des rues Saint-Luc et Saint-Bruno.

### Intérieur

#### Architecture
Orientée vers l'ouest, la nef est entourée de quinze chapelles latérales. La plus grande, derrière le chœur, est consacrée à la Vierge Marie.

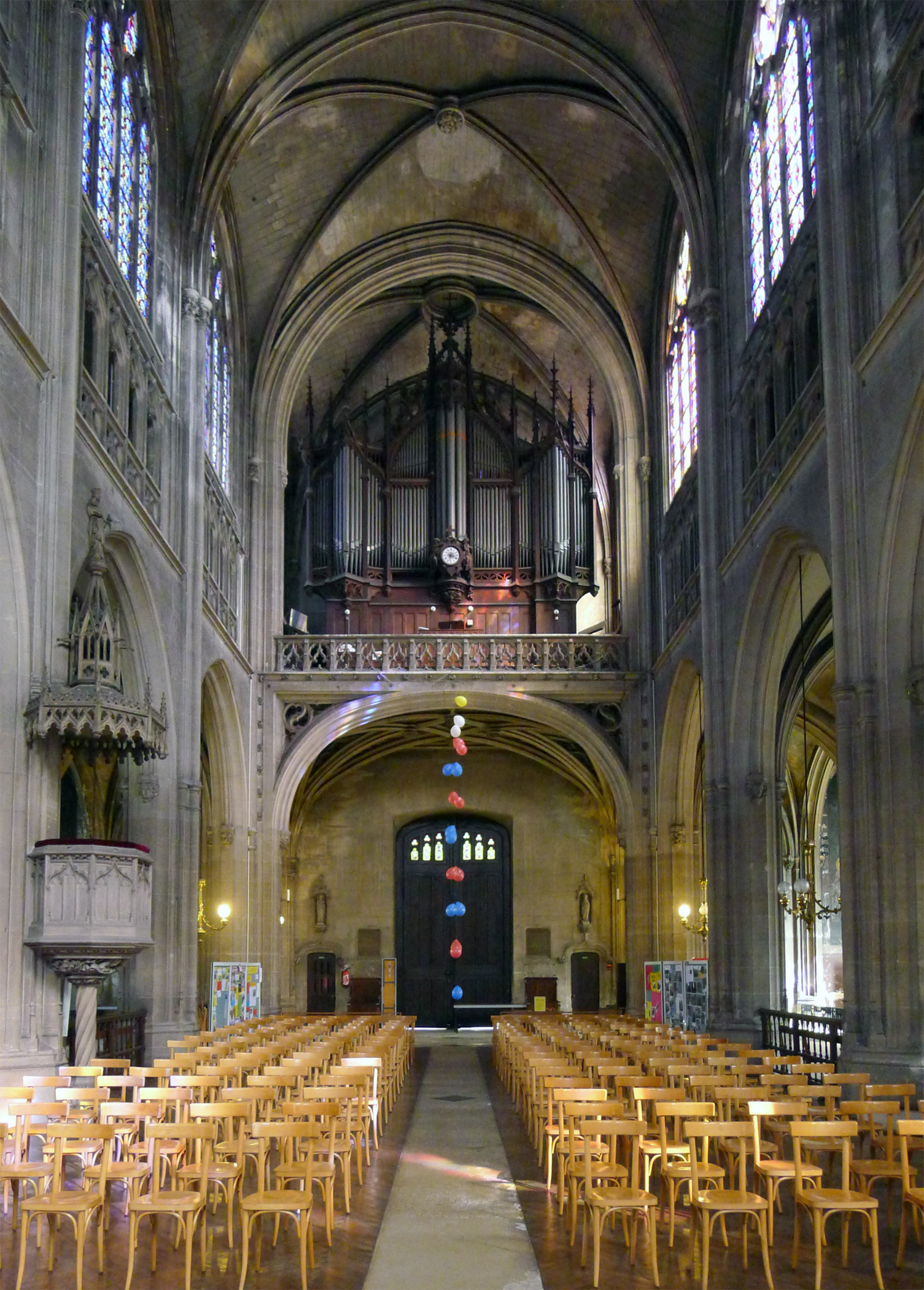
Nef centrale.
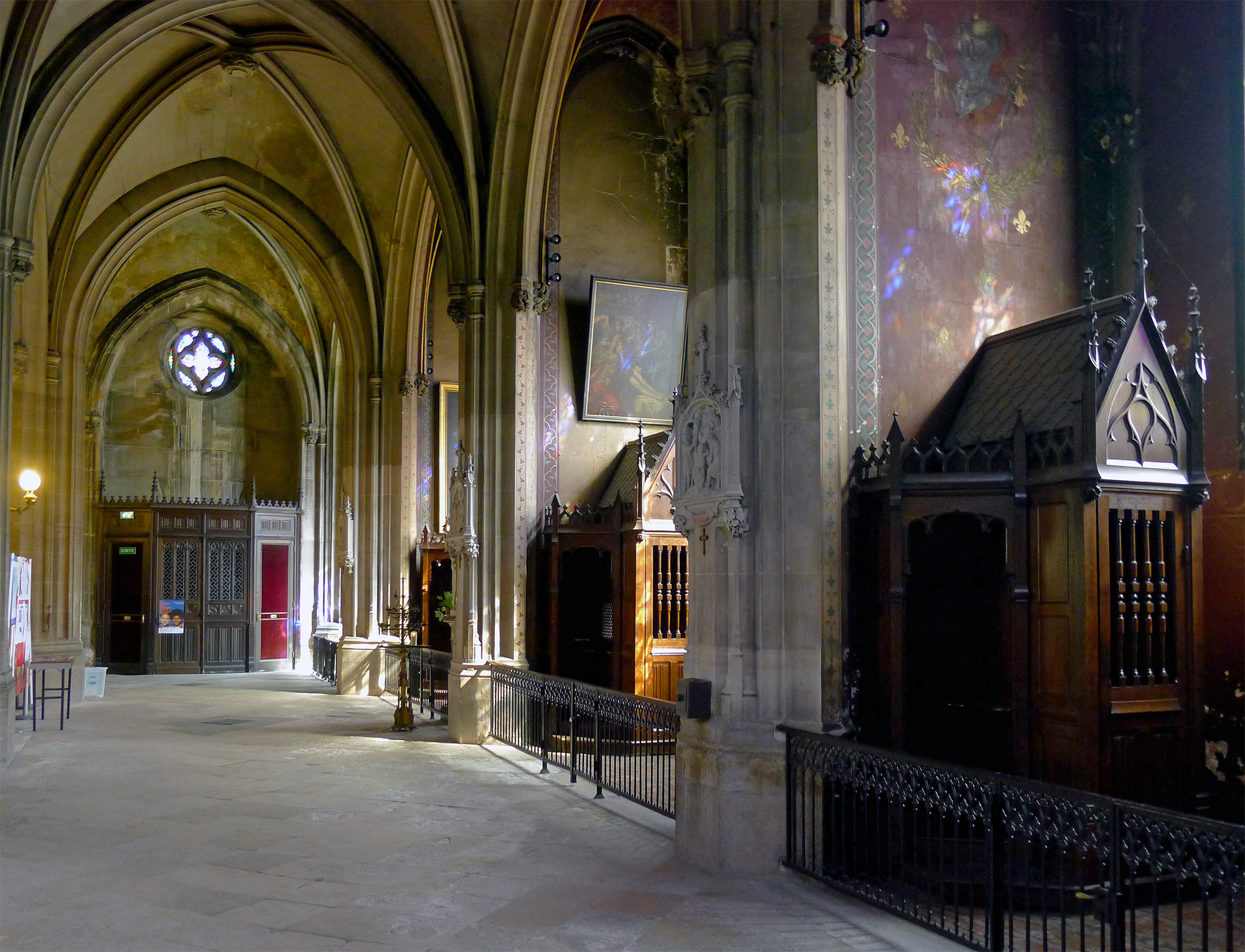
Nef latérale.
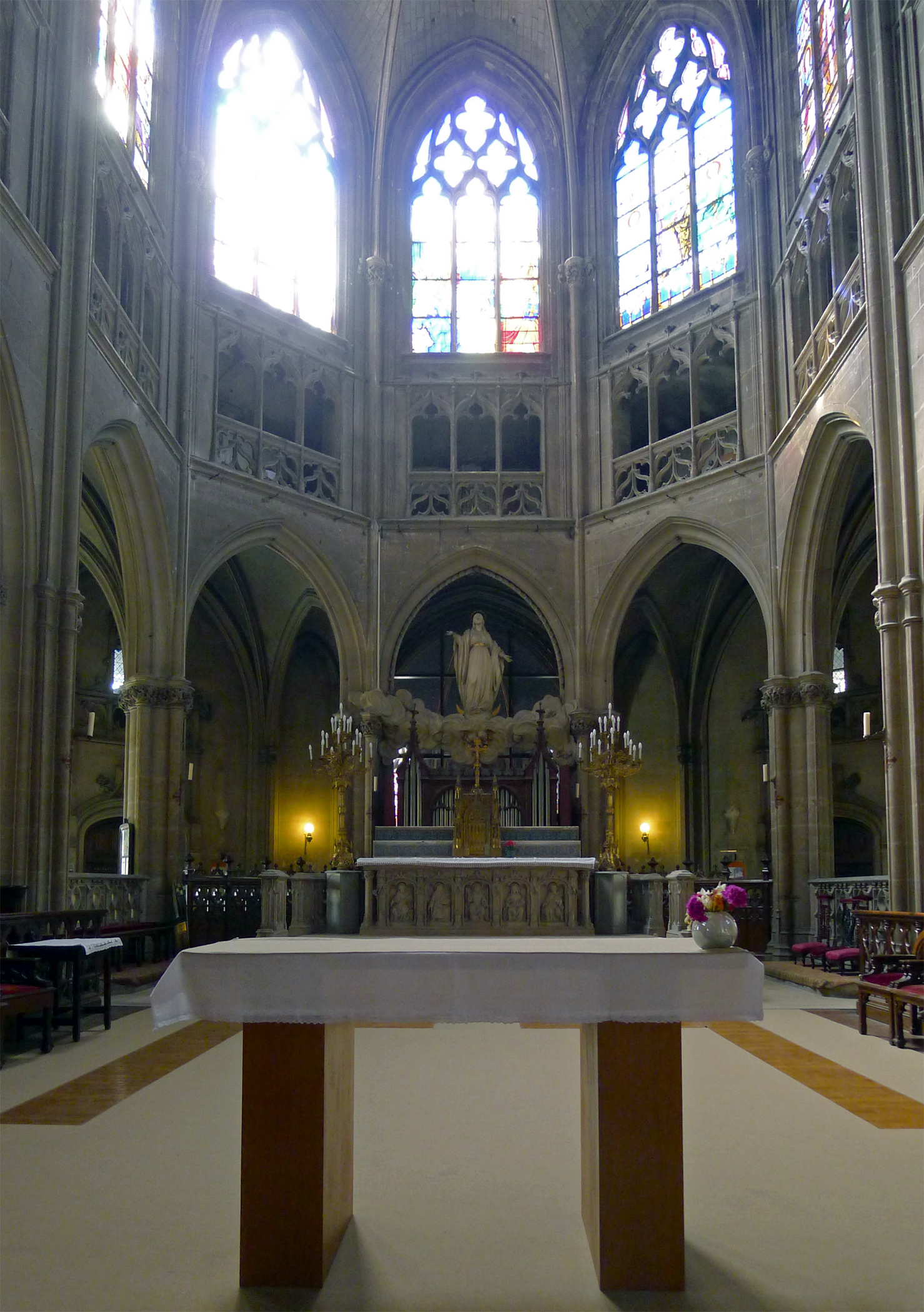
Chœur.

#### Mobilier et œuvres d'art
Les travaux de décoration ne se terminent qu'en 1870.
L'artiste Michel-Pascal réalise une partie du décor sculpté, à l'extérieur comme à l'intérieur : statues du Christ et de la Vierge à l'enfant sur la façade, des deux anges et des saints du portique, du Chemin de croix, de la Vierge à l'enfant au dessus de la chaire, etc.
Aimé-Napoléon Perrey réalise le décor des tympans des faux portails du transept : résurrection au nord, couronnement de la Vierge au sud. À l'intérieur, Geoffroy-Dechaume réalise les deux grands retables en bas-relief ornant les extrémités des bras du transept. Ils sont consacrés à saint Bernard (nord) et sainte Geneviève (sud).
Dans la chapelle de la Vierge, quatre panneaux peints par Jean-Georges Vibert (Annonciation), Léopold Loustau (Visitation) et Gustave-Lucien Marquerie (Adoration des bergers et Assomption) retracent les moments de la vie de Marie. L'église abrite également des peintures murales de Tony Robert-Fleury et Claudius Jacquand.
La chapelle du calvaire contient une grande croix offerte à l'occasion de la mission de 1881.
Les émaux cloisonnés turquoise et azur du couvercle de la cuve baptismale, due à Henri Parfait, sont typiques de l'art décoratif du milieu du XIXe siècle. La chapelle des fonts baptismaux a abrité de 1887 à 1993 une Flagellation, tableau de Charles Le Brun, en dépôt depuis 2019 au musée des Beaux-Arts de Rennes et une toile d'Étienne Jeaurat, déposée en 1877 (Chartreux en méditation).
À l'opposé de la chapelle des fonts baptismaux, la chapelle numéro 15 contient un mobilier renouvelé en 1924-1925 afin de commémorer les défunts de la paroisse morts pendant la Première Guerre mondiale ; elle fut inaugurée le 22 février 1925. Sous deux toiles marouflées de Robert-Fleury qui ont été conservées s'élève un autel des morts dû à Georges Saupique.
Les vitraux sont l'œuvre d'Eugène Oudinot et de Gaspard Gsell.

L'ambon ajouré, en granit gris, a été offert en 2005.

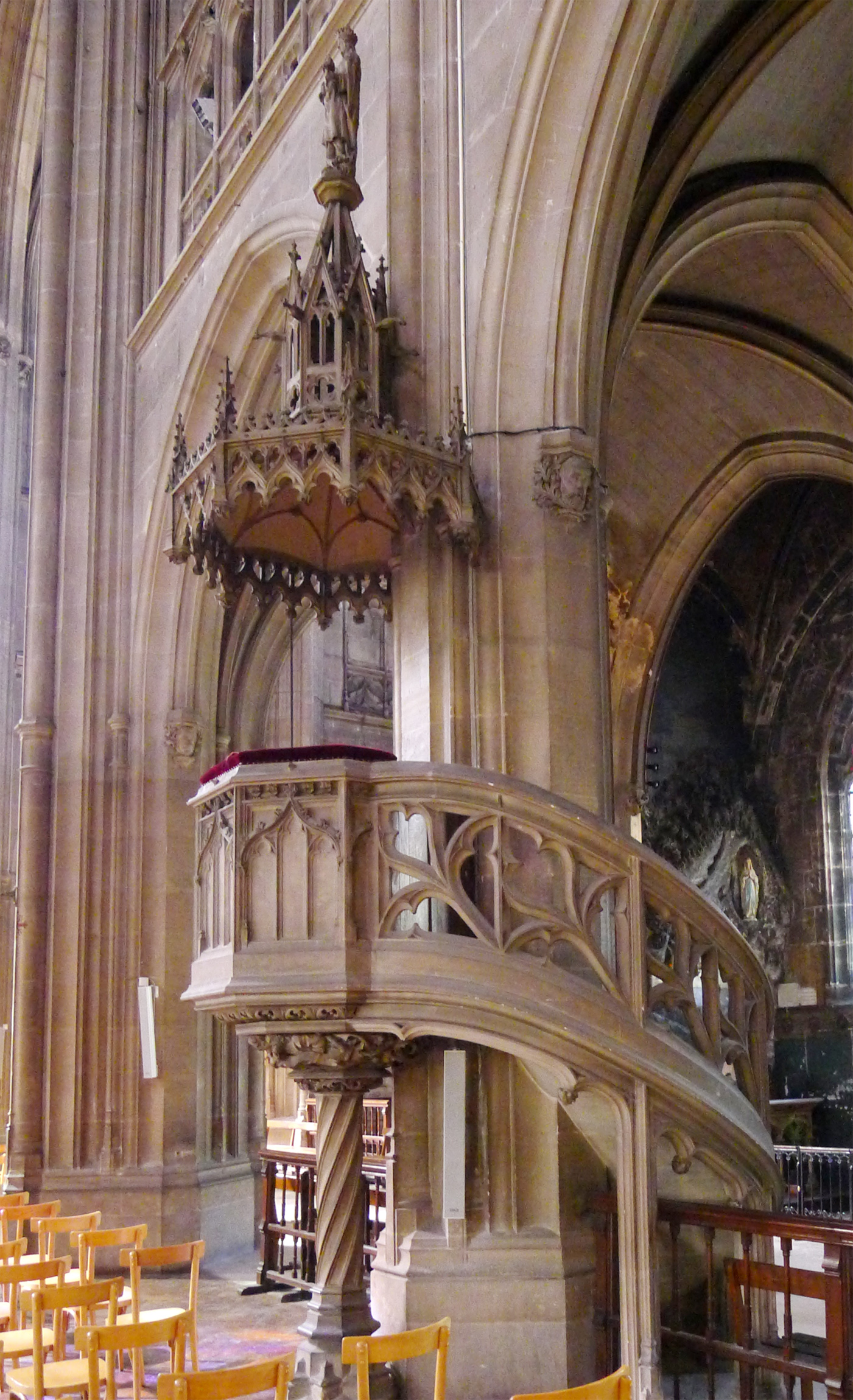
Chaire.
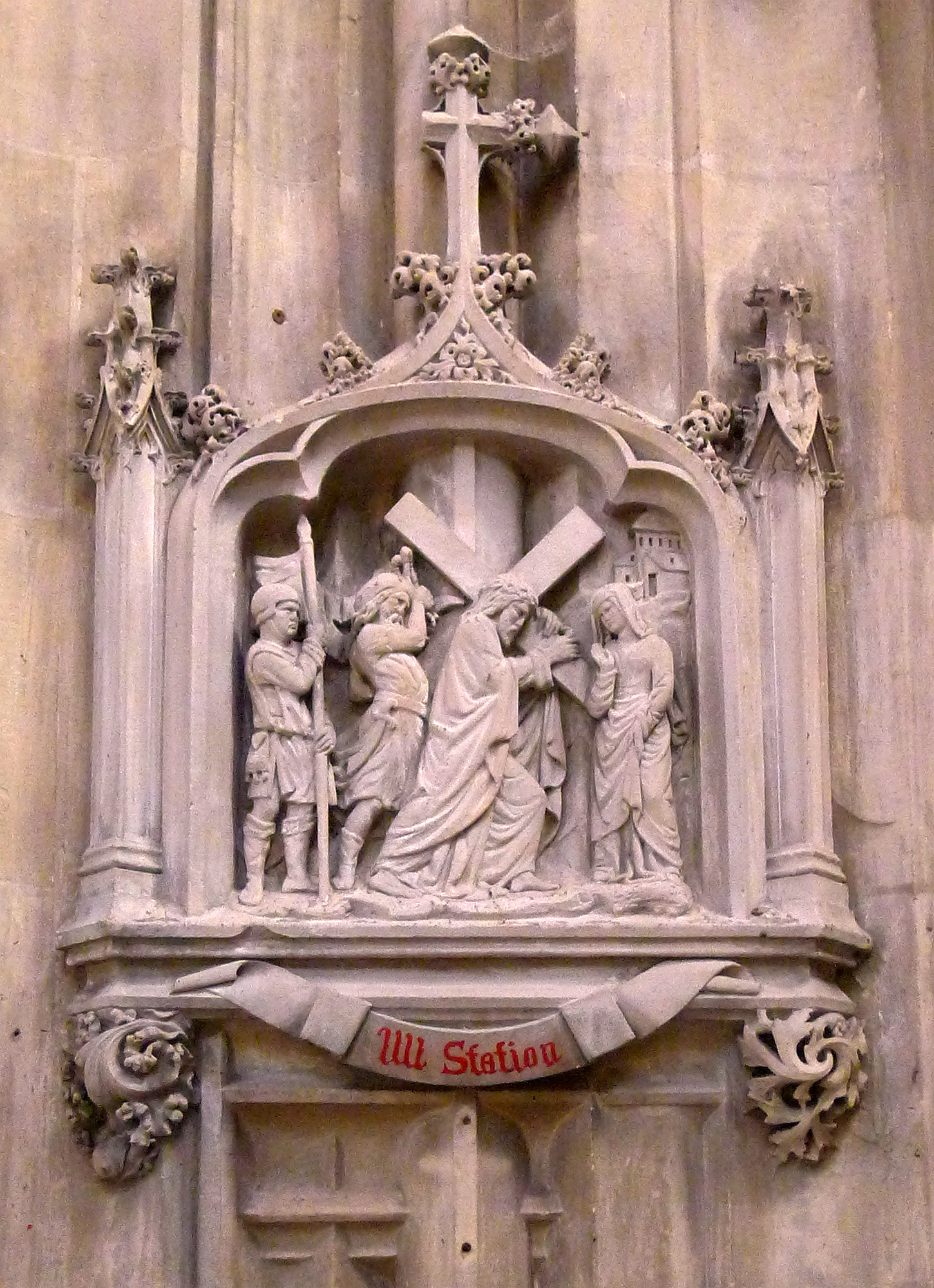
Station du Chemin de croix.

#### L'orgue
L'église contient un orgue Cavaillé-Coll de 1863. Le buffet est l'œuvre du sculpteur Henri Parfait. Alexis Chauvet en fut le titulaire de 1863 à 1866. Par la suite, Léonce de Saint-Martin, René Alix, Marie-Madeleine Chevalier, parmi d'autres, le seront également.

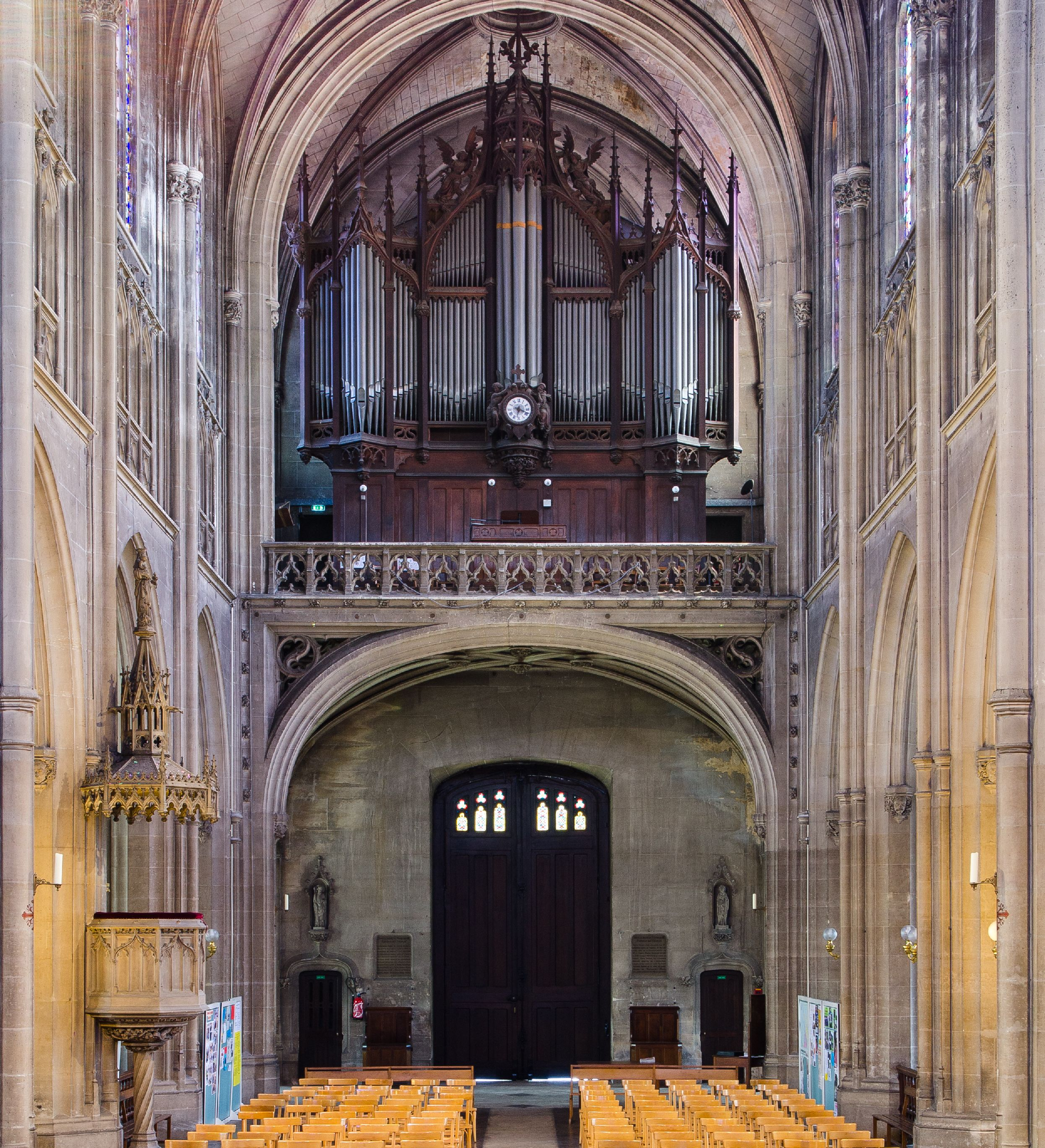
Tribune de l'orgue.
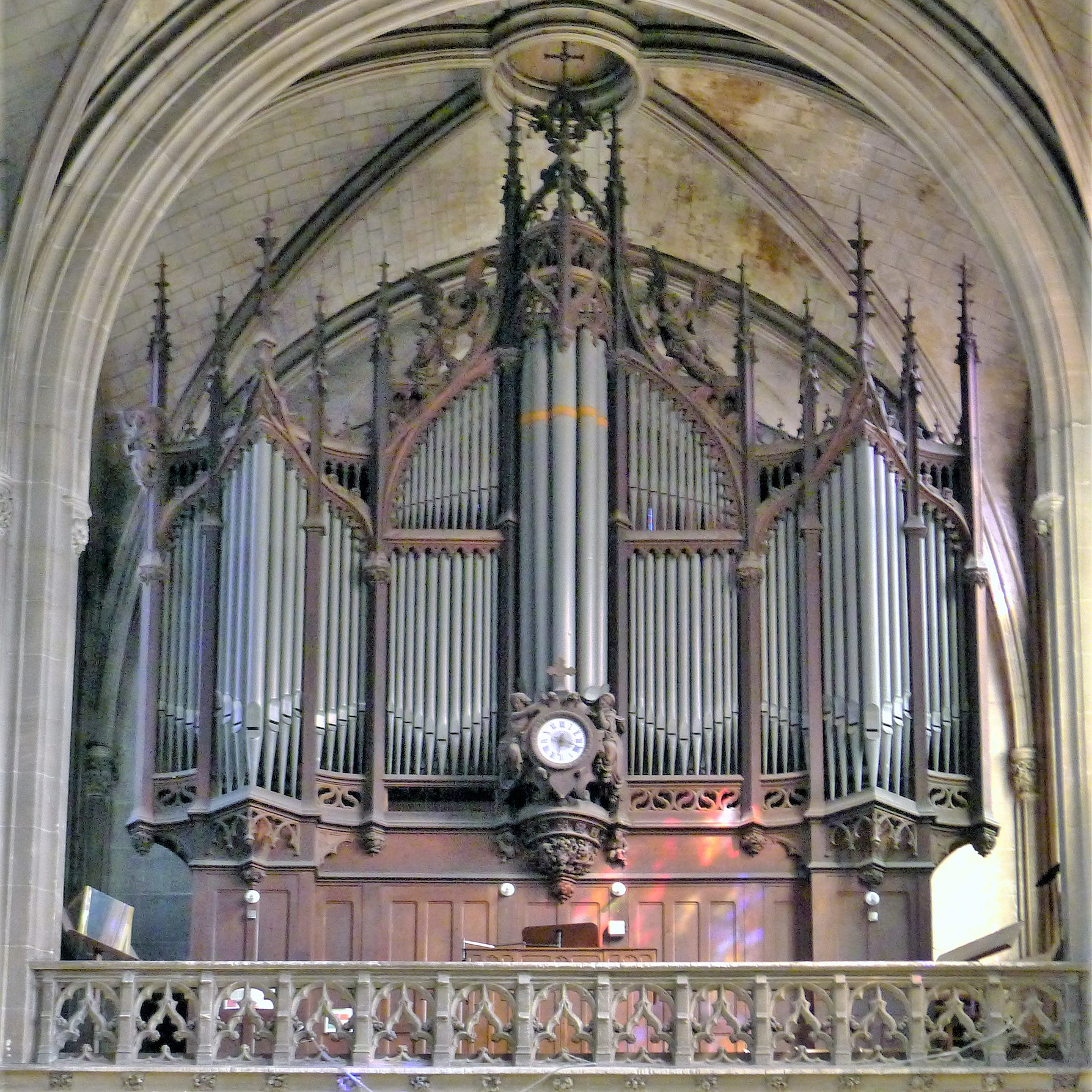
L'orgue de tribune.

## Galerie

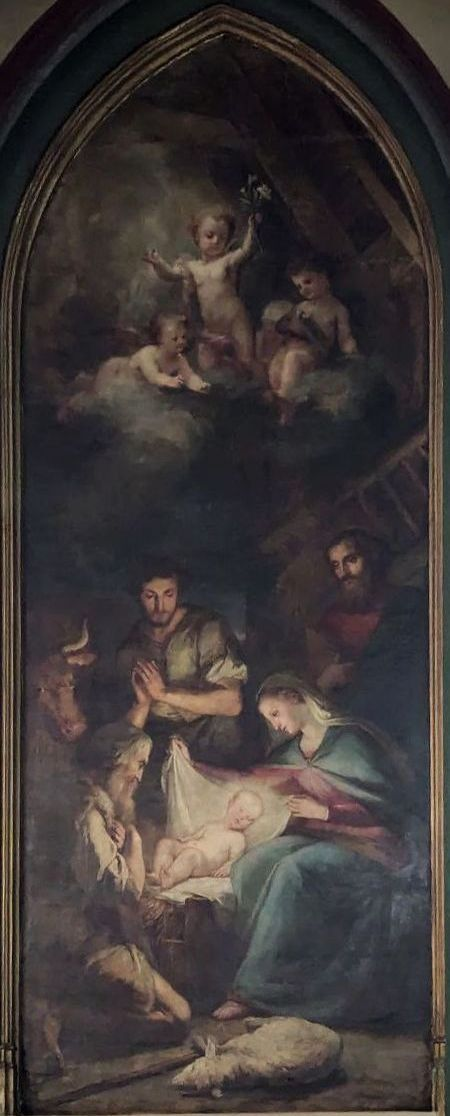
Gustave-Lucien Marquerie. L'Adoration des bergers (1861)
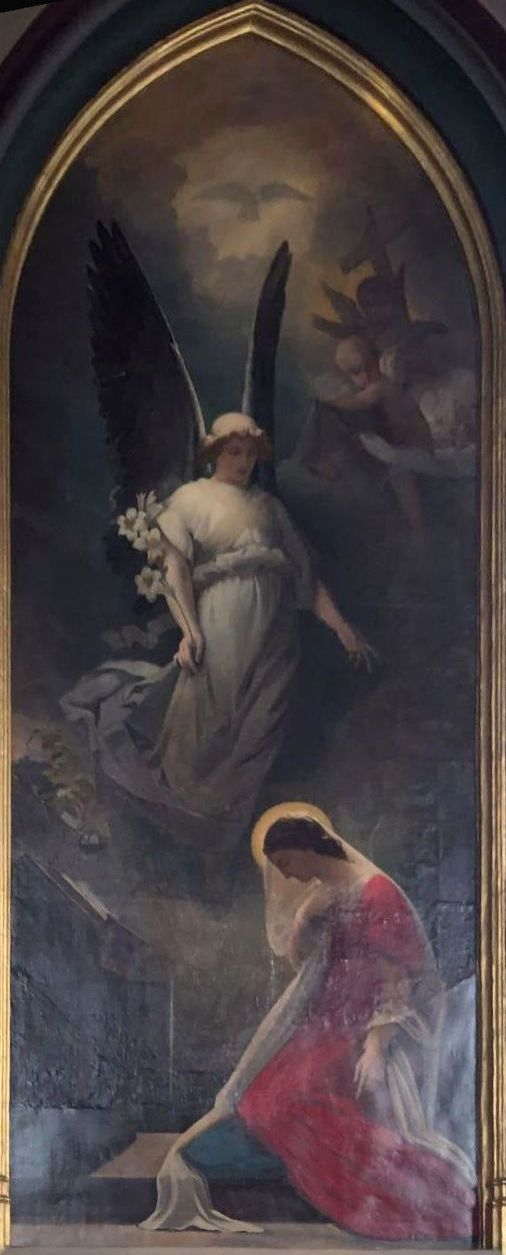
Jean-Georges Vibert - L'Annonciation (1861)
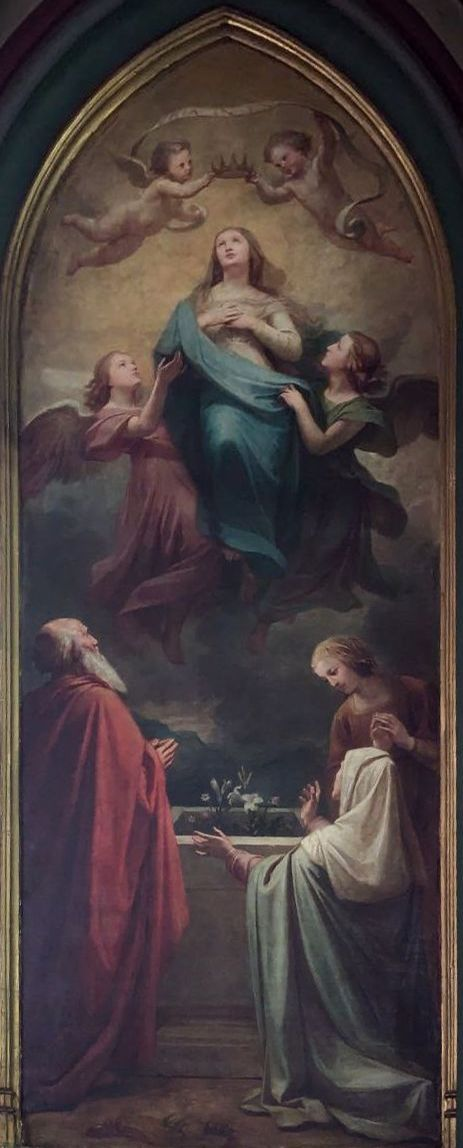
Gustave-Lucien Marquerie - L'Assomption(1861)
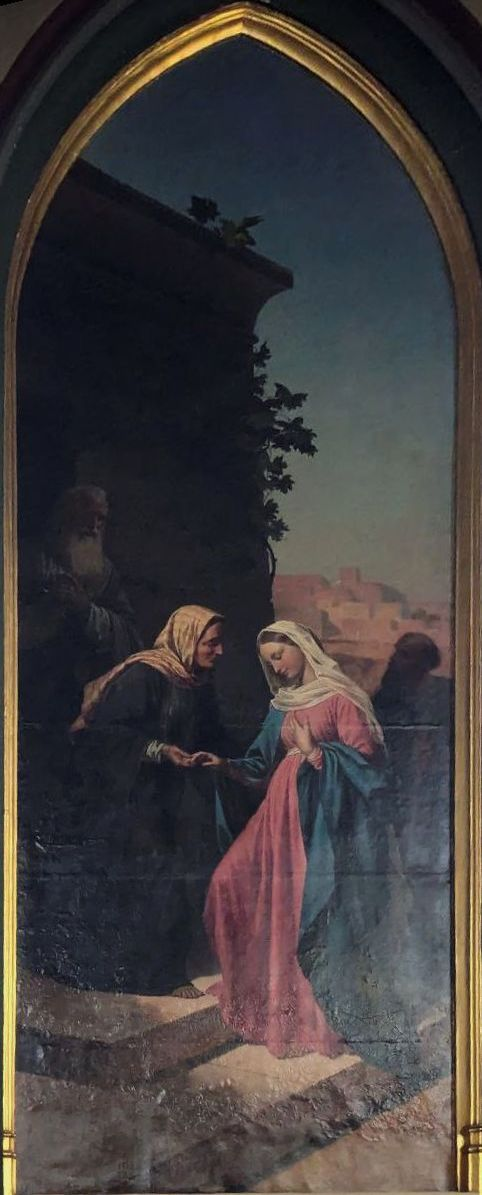
Jacques-Emile Loustau - La Visitation (1861)
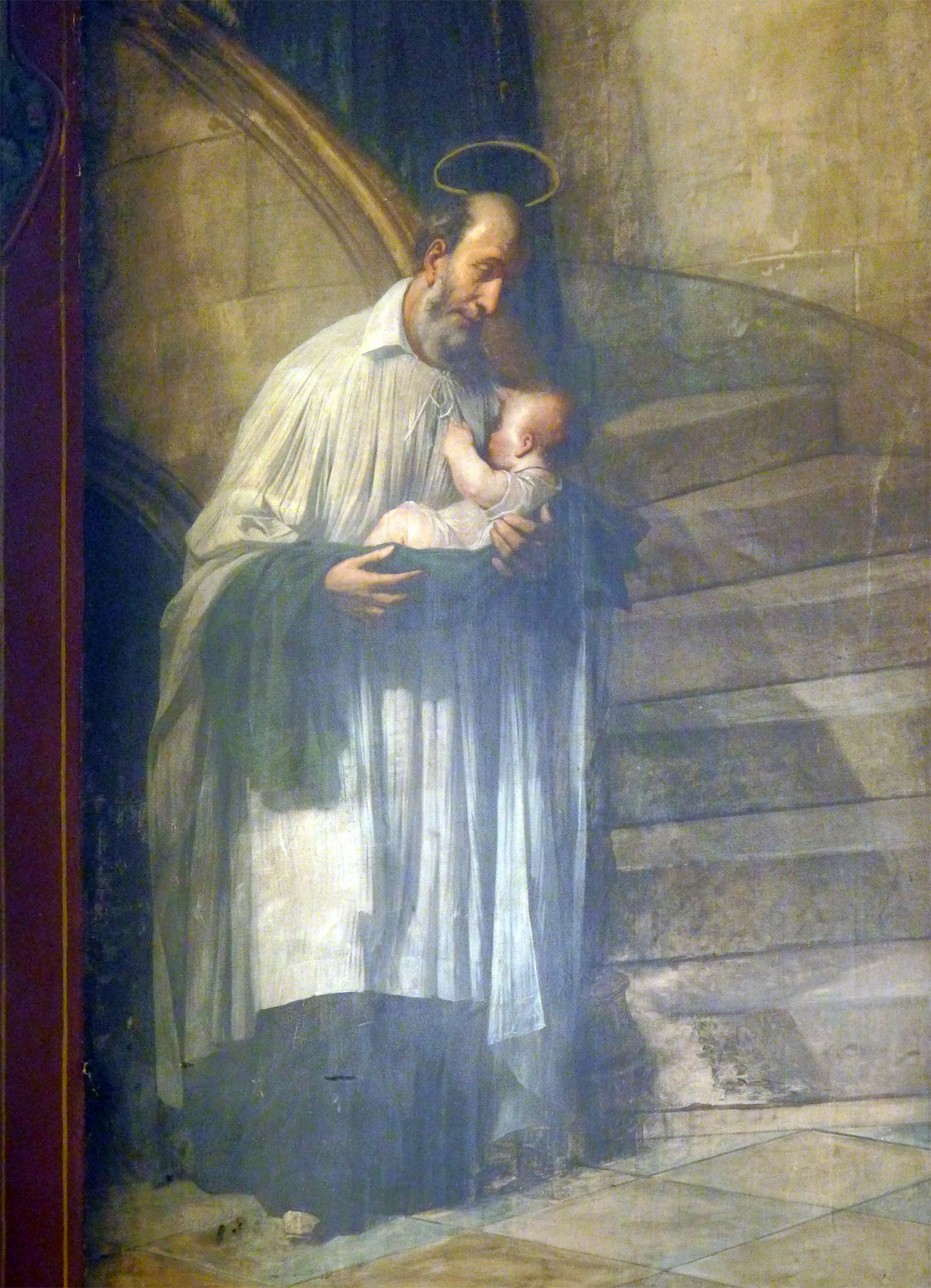
Détail d'une fresque de Claudius Jacquand.